# Cupa Internațională a Europei Centrale
„Cupa Internațională Europeană a Națiunilor” a fost o competiție internațională de fotbal organizată de anumite echipe naționale din Europa Centrală și Europa de Sud între 1927 și 1960. Au fost competiții pentru echipe de profesioniști și amatori. Națiunile participante au fost: Italia, Austria, Cehoslovacia, Ungaria, Elveția, Polonia, România și (în competiția finală) Iugoslavia. Polonia și România au concurat doar în competiția de amatori.
Jucat ca o ligă acasă și în deplasare, a fost disputat de șase ori și fiecare turneu a durat de obicei mai mult de doi ani. Ultimele două turnee au durat cinci ani. A fost întreruptă în 1960, când a început Campionatul European de Fotbal. Câștigătorii competiției au inclus Austria Wunderteam de la începutul anilor 1930, echipa Italia care a câștigat și două Cupele Mondiale în anii 1930, Echipa de Aur a Ungariei și a Cehoslovacia, care mai târziu a terminat ca Cupa Mondială pe locul doi în 1962.

## Trofeu
Trofeul primelor competiții a fost numit „Cupa Švehla” după Antonín Švehla, primul ministru al Cehoslovaciei, care l-a donat. După cel de-al Doilea Război Mondial, noul trofeu a fost cunoscut sub numele de „Dr. Cupa Gerö în onoarea lui Josef Gerö, director al Asociației Austriece de Fotbal și fost arbitru de meci.

## Istorie
Competiția a fost concepută de pionierul fotbalului Austrian Hugo Meisl, considerat de unii ca unul dintre părinții fotbalului european. Meisl a fost, de asemenea, în spatele lansării Cupei Mitropa, o competiție eliminatorie pentru echipele de club din aceleași țări, care a început și în 1927. De asemenea, a condus Austria în timpul Wunderteam' epoca anilor 1930 și i-a condus la victorie în competiția din 1931-1932.
Primul turneu jucat între 1927 și 1930 fusese câștigat de o echipă a Italia inspirată de Giuseppe Meazza. Meazza și Italia au câștigat și competiția din 1933-35. De data aceasta echipa a fost antrenată de Vittorio Pozzo și ambele părți care au câștigat această competiție au câștigat și două Cupe Mondiale în 1934 și 1938. Al patrulea turneu care a început în 1936 a fost în cele din urmă abandonat din cauza Criza Anschluss și din cauza celui de-al Doilea Război Mondial]], în timp ce un al cincilea turneu nu a avut loc până în 1948. Acest turneu a marcat apariția Echipa de Aur a Ungaria, antrenată de Gusztáv Sebes și cu Ferenc Puskás, Zoltán Czibor, [[Sándor Kocsis] ], Nándor Hidegkuti, József Bozsik și Gyula Grosics. Ei au câștigat trofeul după o victorie cu 3-0 în fața Italiei la Roma în 1953.

## Cele mai de succes echipe
| Țară           | Câștigători                 | Pe locul doi         | Locul al treilea     |
| -------------- | --------------------------- | -------------------- | -------------------- |
| Italy          | de 2 ori (1927–30, 1933–35) | 1 (1931–32)          | —                    |
| Austria        | 1 dată (1931–32)            | 2 (1927–30, 1933–35) | 2 (1948–53, 1955–60) |
| Czechoslovakia | 1 dată (1955–60)            | 2 (1927–30, 1948–53) | —                    |
| Hungary        | 1 dată (1948–53)            | 1 (1955–1960)        | 2 (1931–32, 1933–35) |

## Locurile finale
| Ani       | Clasificare                            | Clasificare                            | Clasificare                            | Clasificare                            | Clasificare                            | Clasificare                            |
| Ani       | Câștigător                             | Puncte                                 | Competitorul de pe locul 2             | Puncte                                 | Locul al treilea                       | Puncte                                 |
| --------- | -------------------------------------- | -------------------------------------- | -------------------------------------- | -------------------------------------- | -------------------------------------- | -------------------------------------- |
| 1927–1930 | Italia                                 | 11                                     | Cehoslovacia and Austria               | Cehoslovacia and Austria               | Cehoslovacia and Austria               | 10                                     |
| 1931–1932 | Austria                                | 11                                     | Italia                                 | 9                                      | Ungaria                                | 8                                      |
| 1933–1935 | Italia                                 | 11                                     | Austria                                | 9                                      | Ungaria                                | 9                                      |
| 1936–1938 | turneu nefinalizat din cauza Anschluss | turneu nefinalizat din cauza Anschluss | turneu nefinalizat din cauza Anschluss | turneu nefinalizat din cauza Anschluss | turneu nefinalizat din cauza Anschluss | turneu nefinalizat din cauza Anschluss |
| 1948–1953 | Ungaria                                | 11                                     | Cehoslovacia                           | 9                                      | Austria                                | 9                                      |
| 1955–1960 | Cehoslovacia                           | 16                                     | Ungaria                                | 15                                     | Austria                                | 11                                     |

| Ani       | Clasificare (Concurs de amatori) | Clasificare (Concurs de amatori) | Clasificare (Concurs de amatori) | Clasificare (Concurs de amatori) | Clasificare (Concurs de amatori) | Clasificare (Concurs de amatori) |
| Ani       | Câștigător                       | Puncte                           | Al doilea loc                    | Puncte                           | Locul al treilea                 | Puncte                           |
| --------- | -------------------------------- | -------------------------------- | -------------------------------- | -------------------------------- | -------------------------------- | -------------------------------- |
| 1929–1930 | Polonia                          | 7                                | Ungaria (A)                      | 6                                | Austria (A)                      | 6                                |
| 1933–1934 | România                          | 9                                | Ungaria (A)                      | 6                                | Cehoslovacia (A)                 | 5                                |

## Rezumat (1927-1930/1955-1960)
| Loc | Echipă       | Participare | M  | V  | E  | Î  | GD  | GP  | GD  | Puncte |
| --- | ------------ | ----------- | -- | -- | -- | -- | --- | --- | --- | ------ |
| 1   | Ungaria      | 6           | 49 | 25 | 12 | 12 | 139 | 112 | +27 | 87     |
| 2   | Cehoslovacia | 6           | 48 | 22 | 13 | 13 | 104 | 86  | +18 | 79     |
| 3   | Austria      | 6           | 48 | 22 | 11 | 15 | 102 | 88  | +14 | 77     |
| 4   | Italia       | 6           | 46 | 21 | 11 | 14 | 84  | 77  | +7  | 74     |
| 5   | Elveția      | 6           | 50 | 4  | 8  | 38 | 78  | 169 | -91 | 20     |
| 6   | Iugoslavia   | 1           | 10 | 3  | 3  | 4  | 21  | 13  | +8  | 12     |

## Rezumat pentru amatori (1929-1930/1931-1934)
| Loc | Echipă       | Participare | M  | V | E | Î | GD | GP | GD  | Puncte |
| --- | ------------ | ----------- | -- | - | - | - | -- | -- | --- | ------ |
| 1   | Ungaria      | 2           | 12 | 6 | 0 | 6 | 36 | 31 | +5  | 18     |
| 2   | Austria      | 2           | 12 | 5 | 0 | 7 | 25 | 36 | -11 | 15     |
| 3   | Cehoslovacia | 2           | 12 | 4 | 2 | 6 | 27 | 33 | -6  | 14     |
| 4   | România      | 1           | 6  | 4 | 1 | 1 | 16 | 9  | +7  | 13     |
| 5   | Polonia      | 1           | 6  | 3 | 1 | 2 | 15 | 10 | +5  | 10     |

## Cel mai bun marcator pe turneu
| 1927–1930 | 6 goluri  | Julio Libonatti Gino Rossetti Ferenc Hirzer | Italia · Italia · Ungaria | [ 2 ] |
| 1931–1932 | 8 goluri  | Ștefan Auer André Abegglen                  | Ungaria · Elveția         | [ 3 ] |
| 1933–1935 | 7 goluri  | Leopold Kielholz György Sárosi              | Elveția · Ungaria         | [ 4 ] |
| 1936–1938 | 10 goluri | György Sárosi                               | Ungaria                   | [ 5 ] |
| 1948–1953 | 10 goluri | Ferenc Puskás                               | Ungaria                   | [ 6 ] |
| 1955–1960 | 7 goluri  | Lajos Tichy                                 | Ungaria                   | [ 7 ] |

## Cel mai buni marcatori din toate timpurile
Format:Original research section
| Rank | Name              | Team           | Goals | Tournaments                                                               |
| ---- | ----------------- | -------------- | ----- | ------------------------------------------------------------------------- |
| 1    | György Sárosi     | Hungary        | 17    | 1933–35 (7 goals), 1936–38 (10 goals)                                     |
| 2    | Ferenc Puskas     | Hungary        | 15    | 1948–53 (10 goals), 1955–60 (5 goals)                                     |
| 3    | André Abegglen    | Switzerland    | 12    | 1927–30 (2 goals), 1931–32 (8 goals), 1933–35 (2 goals)                   |
| 4    | František Svoboda | Czechoslovakia | 11    | 1927–30 (5 goals), 1931–32 (5 goals), 1936–38 (1 goals)                   |
| 5    | István Avar       | Hungary        | 10    | 1931–32 (8 goals), 1933–35 (2 goals)                                      |
| 5    | Géza Toldi        | Hungary        | 10    | 1927–30 (1 goal), 1931–32 (2 goals), 1933–35 (2 goals), 1936–38 (5 goals) |
| 7    | Giuseppe Meazza   | Italy          | 8     | 1927–30 (3 goals), 1931–32 (2 goals), 1933–35 (2 goals), 1936–38 (1 goal) |
| 7    | Karl Zischek      | Austria        | 8     | 1931–32 (3 goals), 1933–35 (5 goals)                                      |
| 9    | Julio Libonatti   | Italy          | 7     | 1927–30 (6 goals), 1931–32 (1 goal)                                       |
| 9    | Max Abegglen      | Switzerland    | 7     | 1927–30 (5 goals), 1931–32 (2 goals)                                      |
| 9    | Josef Silný       | Czechoslovakia | 7     | 1927–30 (4 goals), 1931–32 (3 goals)                                      |
| 9    | Leopold Kielholz  | Switzerland    | 7     | 1933–35 (7 goals)                                                         |
| 9    | Matthias Sindelar | Austria        | 7     | 1931–32 (4 goals), 1936–38 (3 goals)                                      |
| 9    | Silvio Piola      | Italy          | 7     | 1933–35 (2 goals), 1936–38 (5 goals)                                      |
| 9    | Ferenc Deák       | Hungary        | 7     | 1948–53 (7 goals)                                                         |
| 9    | Lajos Tichy       | Hungary        | 7     | 1955–60 (7 goals)                                                         |
| 17   | Gino Rossetti     | Italy          | 6     | 1927–30 (6 goals)                                                         |
| 17   | Ferenc Hirzer     | Hungary        | 6     | 1927–30 (6 goals)                                                         |
| 17   | Anton Schall      | Austria        | 6     | 1927–30 (1 goal), 1931–32 (5 goals)                                       |
| 17   | Oldřich Nejedlý   | Czechoslovakia | 6     | 1931–32 (1 goal), 1933–35(4 goals), 1936–38 (1 goal)                      |
| 17   | Josef Bican       | Austria        | 6     | 1933–35 (5 goals), 1936–38 (1 goal)                                       |
| 17   | Antonín Puč       | Czechoslovakia | 6     | 1927–30 (3 goals), 1931–32 (1 goal), 1933–35 (1 goal), 1936-38 (1 goal)   |
| 17   | Sandor Kocsis     | Hungary        | 6     | 1948–53 (2 goals), 1955–60 (4 goals)                                      |

## Cei mai de succes jucători
- Giuseppe Meazza
- Eraldo Monzeglio
- Raimundo Orsi
- Raffaele Costantino
- Alfredo Pitto
- Umberto Caligaris
- Luigi Allemandi
- Virginio Rosetta
- Gianpiero Combi

Câștigători în 1927–30, 1933–35 și pe locul doi în 1931–32.'

## Hat-tricks
De la primul turneu oficial din 1927–30, 17 hat-trick-uri au fost marcate în peste 100 de meciuri din cele 6 ediții ale turneului. Primul hat-trick a fost marcat de Gino Rossetti de la Italia, jucând împotriva Cehoslovacia pe 3 martie 1929; iar ultimul a fost de Lajos Tichy de la Ungaria, care a jucat împotriva Elveția pe 25 octombrie 1959] ]. Numărul record de hat-trick-uri într-un singur turneu de Cupă Mondială este de cinci, în timpul Cupei Internaționale a Europei Centrale din 1931–1932|1931–32. Singurul jucător care a marcat două triple este István Avar, ambele în 1931. György Sárosi deține recordul pentru cele mai multe goluri marcate într-un singur meci din Cupa Europei Centrale, când a marcat 7 pentru Ungaria într-o victorie cu 8–3 în fața Austria  (dintre care 6 au venit în a doua repriză).
Ungaria deține recordul pentru cele mai multe hat-tricuri marcate cu 7 (următoarele cele mai apropiate sunt Cehoslovacia și Italia cu 3).
Elveția deține recordul pentru cele mai multe hat-trick-uri primite cu 7 (următoarea cea mai apropiată este Austria cu 4).

### Lista de hat-trick-uri pentru Cupa Internațională a Europei Centrale
| #   | Player            | G | Time of goals                     | For          | Result | Against      | Tournament                                 | Date               | FIFA report |
| --- | ----------------- | - | --------------------------------- | ------------ | ------ | ------------ | ------------------------------------------ | ------------------ | ----------- |
| 1.  | Gino Rossetti     | 3 | 26', 61', 80'                     | Italia       | 4–2    | Cehoslovacia | 1927–30 Central European International Cup | 3 martie 1929      | Report      |
| 2.  | Giuseppe Meazza   | 3 | 17', 65', 70'                     | Italia       | 5–0    | Ungaria      | 1927–30 Central European International Cup | 11 mai 1930        | Report      |
| 3.  | István Avar       | 3 | 11', 33', 53'                     | Ungaria      | 3–3    | Cehoslovacia | 1931–32 Central European International Cup | 22 martie 1931     | Report      |
| 4.  | István Avar       | 3 | 3', 71', 87'                      | Ungaria      | 6–2    | Elveția      | 1931–32 Central European International Cup | 12 aprilie 1931    | Report      |
| 5.  | Karel Bejbl       | 3 | 12', 53', 82'                     | Cehoslovacia | 7–3    | Elveția      | 1931–32 Central European International Cup | 13 iunie 1931      | Report      |
| 6.  | Anton Schall      | 3 | 49', 80', 86'                     | Austria      | 1–8    | Elveția      | 1931–32 Central European International Cup | 29 noiembrie 1931  | Report      |
| 7.  | Francisco Fedullo | 3 | 30', 32', 55'                     | Italia       | 3–0    | Elveția      | 1931–32 Central European International Cup | 14 februarie 1932  | Report      |
| 8.  | Karl Zischek      | 3 | 19', 23', 55'                     | Austria      | 2–4    | Italia       | 1933–35 Central European International Cup | 11 februarie 1934  | Report      |
| 9.  | Leopold Kielholz  | 3 | 21', 35', 57'                     | Elveția      | 6–2    | Ungaria      | 1933–35 Central European International Cup | 14 aprilie 1935    | Report      |
| 10. | Josef Bican       | 3 | 7', 11', 58'                      | Austria      | 4–4    | Ungaria      | 1933–35 Central European International Cup | 22 septembrie 1935 | Report      |
| 11. | Géza Toldi        | 3 | 15', 29', 63'                     | Ungaria      | 5–3    | Austria      | 1936–38 Central European International Cup | 27 septembrie 1936 | Report      |
| 12. | František Kloz    | 4 | 27', 30', 79', 82'                | Cehoslovacia | 5–2    | Elveția      | 1936–38 Central European International Cup | 18 octombrie 1936  | Report      |
| 13. | Gyula Zsengellér  | 3 | 41', 61', 71'                     | Ungaria      | 1–5    | Elveția      | 1936–38 Central European International Cup | 11 aprilie 1937    | Report      |
| 14. | György Sárosi     | 7 | 34', 51', 60', 62', 77', 80', 85' | Ungaria      | 8–3    | Austria      | 1936–38 Central European International Cup | 19 septembrie 1937 | Report      |
| 15. | Ferenc Puskás     | 3 | 32', 82', 89'                     | Ungaria      | 6–1    | Austria      | 1948–53 Central European International Cup | 8 mai 1949         | Report      |
| 16. | Jiří Feureisl     | 4 | 21', 31', 61', 66'                | Cehoslovacia | 1–6    | Elveția      | 1955–60 Central European International Cup | 10 mai 1956        | Report      |
| 17. | Lajos Tichy       | 4 | 19', 28', 35', 66'                | Ungaria      | 8–0    | Elveția      | 1955–60 Central European International Cup | 25 octombrie 1959  | Report      |